# Harmothoe aculeata
Harmothoe aculeata är en ringmaskart som beskrevs av Andrews 1891. Harmothoe aculeata ingår i släktet Harmothoe och familjen Polynoidae. Inga underarter finns listade i Catalogue of Life.